# به پیانیست شلیک کن
به پیانیست شلیک کن (به فرانسوی: Tirez sur le pianiste) فیلمی درام-جنایی است از فرانسوا تروفو، کارگردان مطرح موج نوی فرانسه. این فیلم در سال ۱۹۶۰ ساخته شده‌است. این فیلم اقتباسی ادبی از رمان معروف دیوید گودیس، رمان‌نویس شهیر یهودی است.